# Pismo duhovnikom za veliki četrtek 2004
Pismo duhovnikom za veliki četrtek 2004 (izvirno italijansko Lettera del Santo padre Giovanni Paolo II ali sacerdoti per il Giovedi Santo 2004) je pismo, ki ga je napisal papež Janez Pavel II. leta 2004.
V zbirki Cerkveni dokumenti - nova serija je to delo izšlo leta 2004 kot 4. cerkveni dokument (kratica CD NS-4).